# Aguarunichthys
Aguarunichthys är ett släkte av fiskar. Aguarunichthys ingår i familjen Pimelodidae.
Kladogram enligt Catalogue of Life:
| Aguarunichthys | \| \| Aguarunichthys inpai \| \| \| \| \| \| Aguarunichthys tocantinsensis \| \| \| \| \| \| Aguarunichthys torosus \| \| \| \| |
|                | \| \| Aguarunichthys inpai \| \| \| \| \| \| Aguarunichthys tocantinsensis \| \| \| \| \| \| Aguarunichthys torosus \| \| \| \| |
|                | Aguarunichthys inpai |
|                | |
|                | Aguarunichthys tocantinsensis                                                                                                   |
|                | |
|                | Aguarunichthys torosus |
|                | |